# Hodinky

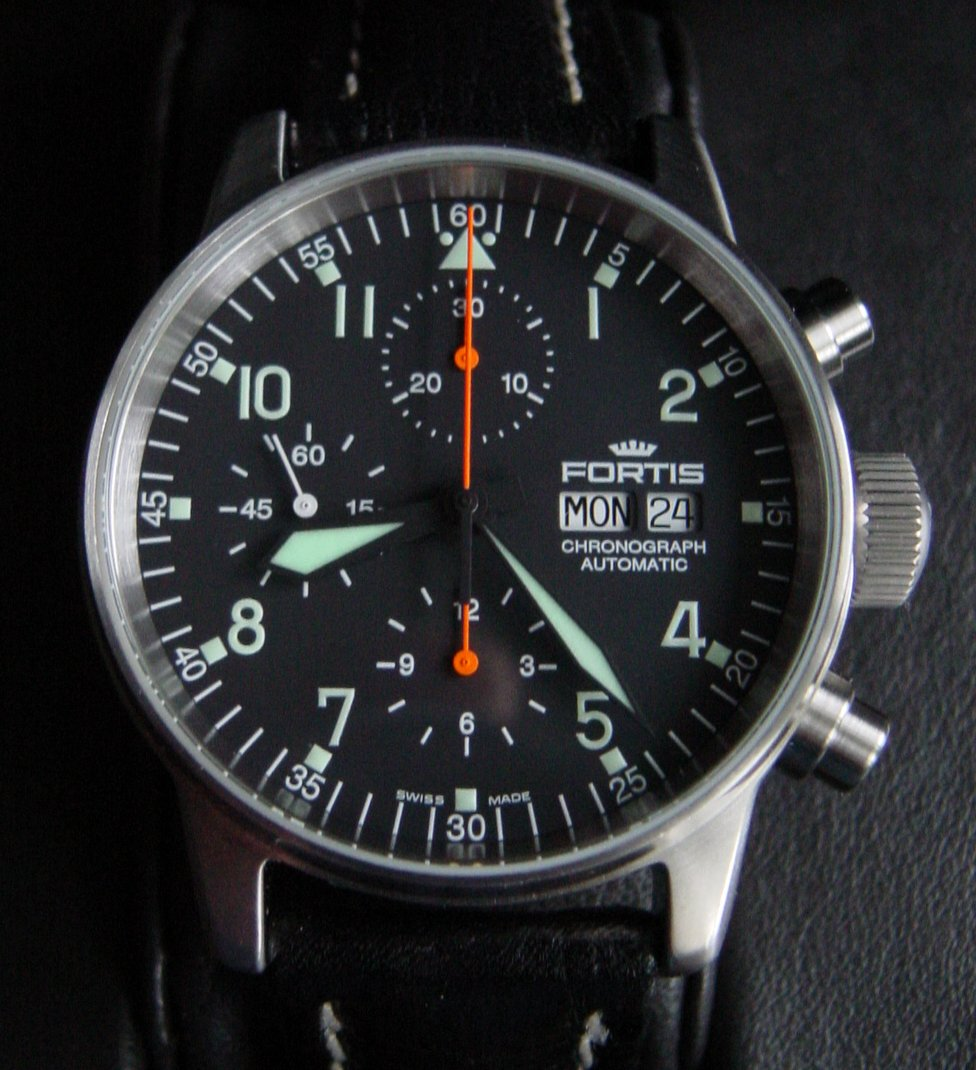
Náramkové hodinky Chronograf (stopky) s datem

Hodinky jsou malé přenosné hodiny, které ukazují čas. Krom toho mohou mít i další funkce (tzv. hodinkové komplikace) – nejčastěji datumovník, tj. ukazují též den v týdnu a v měsíci, případně i celé datum. Mohou být vybaveny i zařízením na odměřování kratších časů (chronograf, stopky), mohou mít otočný číselník, atd.
Hodinky jsou i módním doplňkem, předmětem společenské reprezentace a prestiže. Drahocenné jsou ze zlata, z titanu, zdobené jako šperky a podléhají proměnám módy. Kromě toho existují i hodinky speciální.

## Rozdělení hodinek
Hodinky dělíme podle různých kritérií:
podle způsobu nošení
- kapesní hodinky (s mechanickým pohonem), nosí se v kapse, původně v kapsičce pánské vesty, ke knoflíku vesty byly často připevněny řetízkem.
- náramkové hodinky s náramkem nebo řemínkem z plastu, kůže, kovu či textilie, upevněným na hodinky pomocí dvou stěžejek nebo provléknutým pod oušky pláště hodinek.
- závěsné nebo nákrční – dámské, nošené na řetízku kolem krku
- hodinky v prstenu – navléknuté na prst

podle nositelů
- pánské
- dámské – bývají menší, často v klenotnickém provedení
- dětské – odolné konstrukce i materiálů
- unisex

podle strojku
- mechanické (s pružinou, natahují se korunkou nebo samočinně excentrem)
  - s denním datem
  - s chronometrem či stopkami na měření krátkých intervalů
  - námořní chronometry s velkou a dlouhodobou přesností chodu
  - s mechanickým budíkem, bitím a dalšími komplikacemi
- elektronické
  - s indikací ručičkovou (často uváděné jako hodinky analogové, avšak nezaměňovat s hodinkami s analogovým řízením)
  - s indikací  číslicovou (digitální)
  - se zvukovým signálem (budíkem), s bitím, případně s  "komplikacemi"
- chytré hodinky
  - s kalkulačkou
  - s databází a plánovačem
  - pro sport s krokoměrem, GPS, registrací pohybu
  - s funkcemi mobilního telefonu

podle tvaru a výzdoby pláště
- tříplášťové, ciferník je kryt odklápěcím víčkem
- dvouplášťové (zlaté, stříbrné, ryté)
- přátelské, pamětní – s miniaturním rytým nebo smaltovaným portrétem
- módní hodinky – s různým, často fantastickým designem
- luxusní hodinky – přinášejí nositeli prestiž

podle zaměření
- vojenské hodinky – s chronometrem a dodatečnými komplikacemi
- hodinky pilotů – s chronometrem a dodatečnými komplikacemi, otřesuvzdorné
- hodinky potápěčů – vodotěsné, stopky odměřují zbývající čas pod vodou
- hodinky kosmonautů se specifickými funkcemi
- párové hodinky – pánské a dámské, vhodné jako dárek
- hodinky s extra čitelnými ciferníky a vysokým kontrastem
- slepecké hodinky s hmatovým ciferníkem a víčkem

## Hlavní části

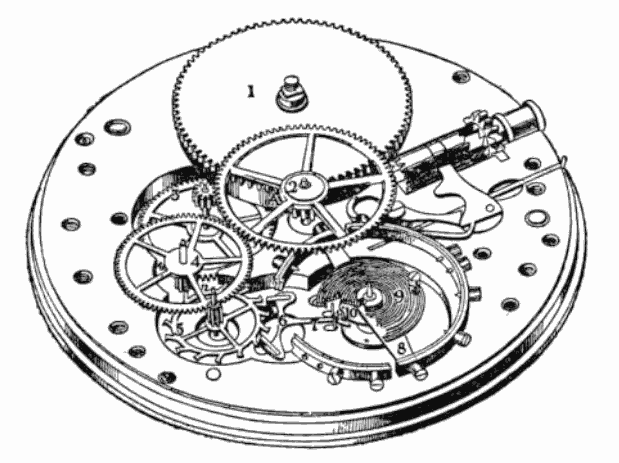
Strojek kapesních hodinek 1: pérovník; 2: minutové kolo; 3: mezikolo; 4: sekundové kolo; 5: krokové kolo; 6: kotva; 7: vidlice; 8: setrvačka

Podobně jako hodiny mají i hodinky několik hlavních částí:
- pohon (zdroj energie);
- oscilátor, který odměřuje krátké časové intervaly; na něm závisí přesnost (chod) hodinek;
- převody a indikaci, které počítají kmity oscilátoru a ukazují výsledek;
- pouzdro, řemínek a další pomocné části.

U mechanických hodin je zdrojem energie spirálová pružina, u lepších hodinek uložená v pérovníku. Oscilátorem nejstarších hodinek byl lihýř, od 18. století podstatně lepší setrvačka („nepokoj“), u moderních hodinek s odpruženým uložením čepů, aby hodinky vydržely i menší nárazy. Kmity oscilátoru zachycuje krok, který naopak oscilátoru dodává impulz. Krok propustí při každém kmitu oscilátoru jeden zub stoupacího kola a soustava ozubených převodů převádí tento pohyb na minutové kolo, na němž je připevněna minutová ručka. Od pohybu minutového kola se odvozuje i pohyb hodinové ručky.

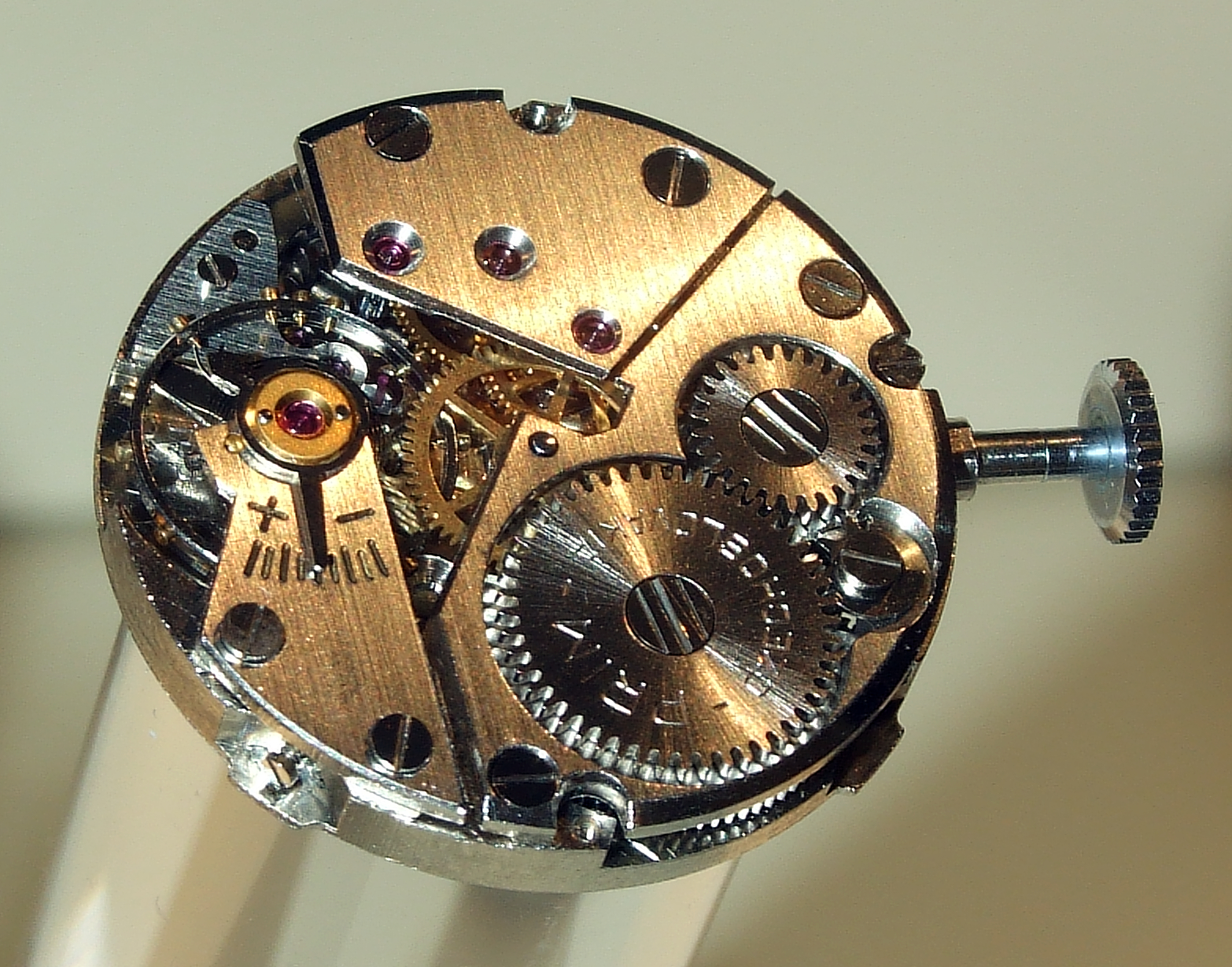
Strojek mechanických náramkových hodinek Prim

Mechanické hodinky musí mít natahovací zařízení, u starých hodinek klíčkem, po roce 1820 korunkou, která slouží i k nastavení správného času. Od poloviny 20. století se vyskytuje i automatické natahování excentrickým rotorem. Ručky se pohybují nad ciferníkem s dělením na hodiny a minuty, někdy bývají natřeny světélkujícím nátěrem. Na hřídeli druhého převodového kola může být upevněna i sekundová ručka, někdy umístěná uprostřed ciferníku („centrální“ sekundová ručka).
U elektronických hodinek je zdrojem energie článek („baterie“) a oscilátor bývá řízen křemenným výbrusem („quartz“). Vysoká frekvence oscilátoru (nejčastěji 32 kHz) se elektronicky dělí a nakonec indikuje na číslicovém displeji (digitální indikace), anebo krokovým motorkem převádí na ozubená kola a ručky (analogová indikace). Korunka slouží jen pro nastavení času. Elektronické hodinky mají podstatně pravidelnější chod, který nezávisí na poloze, nemusí se natahovat a při masové výrobě jsou velmi levné.

## Historie

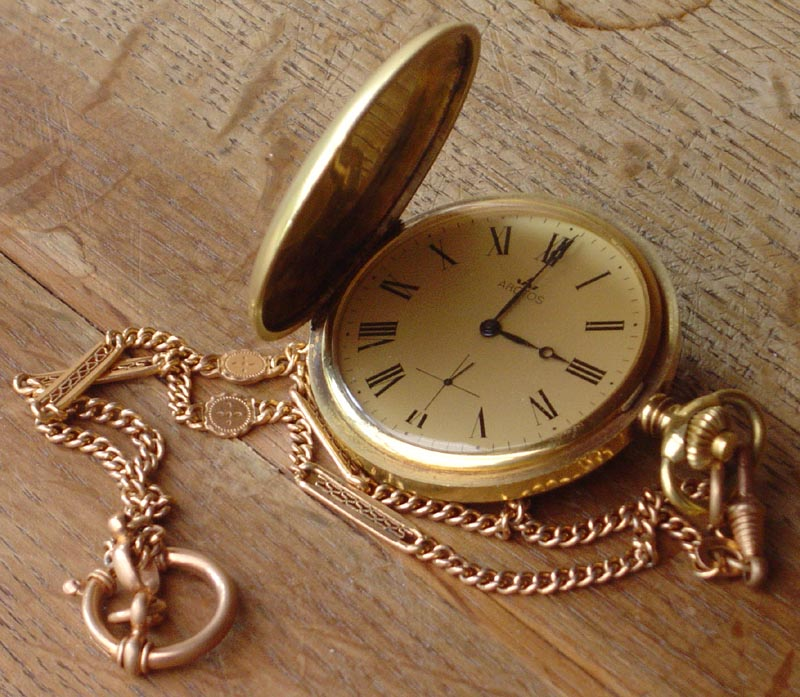
Kapesní hodinky Dvouplášťové s řetízkem, kolem 1900

První kapesní hodinky vznikly z potřeb přesnější časové orientace, patrně po roce 1600. Měly vejčitý tvar vnějšího bronzového pláště, rytý ciferník a jedinou hodinovou ručičku. Podle svého tvaru se označují jako Norimberská vejce a někdy se mylně uvádí, že je sestrojil norimberský hodinář  Peter Henlein; ve skutečnosti patrně vznikly až po jeho smrti (†1542). Byly bohatě zdobené a na jedno natažení dokázaly jít až 40 hodin. Poháněla je ocelová pružina a oscilátorem byl lihýř. Jejich chod ("přesnost") byl ovšem velmi nerovnoměrný, protože hnací síla pružiny postupně klesá a protože frekvence jejich oscilátoru, lihýře, na tom silně závisí. Časem se hodináři naučili tuto vadu zčásti kompenzovat nesmírně pracným miniaturním řetízkem a šnekem, který jak se pružina rozvíjela a slábla zmenšoval rameno působící síly. Radikální zlepšení přinesla až setrvačka a klidové kroky.
V roce 1541 se zavedením svých reforem zakázal Jan Kalvín ve švýcarské Ženevě nošení ozdob a zlatých šperků. Ženevští zlatníci byli tak nuceni svou výrobu převést na něco jiného, a proto svým zákazníkům jako alternativu šperků začali nabízet právě přenosné hodinky. Na počátku jejich první sériové výroby, která se datuje do roku 1587, stál Francouz Charles Cusin. O sto let později bylo v Ženevě zaregistrováno asi 100 hodinářských mistrů, kteří produkovali téměř 5000 hodinek ročně a zaměstnávali více než 300 lidí.
Během 17. století se rychle rozšířily kapesní hodinky, opatřené řetízkem. Ciferník již býval krytý broušeným křišťálem, berylem nebo sklem. Velký pokrok znamenal vynález setrvačky (Christian Huygens, před 1675) s lépe definovanou vlastní frekvencí. Hodináři ale dlouho preferovali pracnější řešení – vyrovnávání síly pružiny šnekem a řetízkem. Pro snížení tření v čepech se od 18. století dělají ložiska z rubínů („kameny“).
S rozvojem mořeplavby a navigace v 18. století vznikla naléhavá potřeba dlouhodobě přesných a spolehlivých hodin, námořních chronometrů, které by umožnily přesnější určení zeměpisné délky. Roku 1730 sestrojil lodní tesař John Harrison model chronometru s úplně novým krokem, kterým se chod radikálně zlepšil. První použitelný chronometr sestrojil roku 1760. V dalším vývoji přesných hodin vznikly tzv. klidové kroky (Grahamův krok), které podstatně méně ovlivňují oscilátor. Kolem roku 1800 bylo zavedeno také lepší tvarování vlásku (Abraham Louis Breguet), takže frekvence méně závisela na hnací síle i na poloze hodinek. Za stejným účelem vznikl už v 18. století tourbillon, složité a důmyslné uspořádání setrvačky v jakési kleci, která se neustále pomalu otáčí a tak vyrovnává nerovnoměrnost chodu v různých polohách. Kvalitní hodinky s velmi tenkými čepy setrvačky (typicky 0,12 mm) byly však velmi choulostivé vůči nárazům. Proto se kolem roku 1900 zavádí pružné uložení ložisek setrvačky (anti-choc, Incabloc).

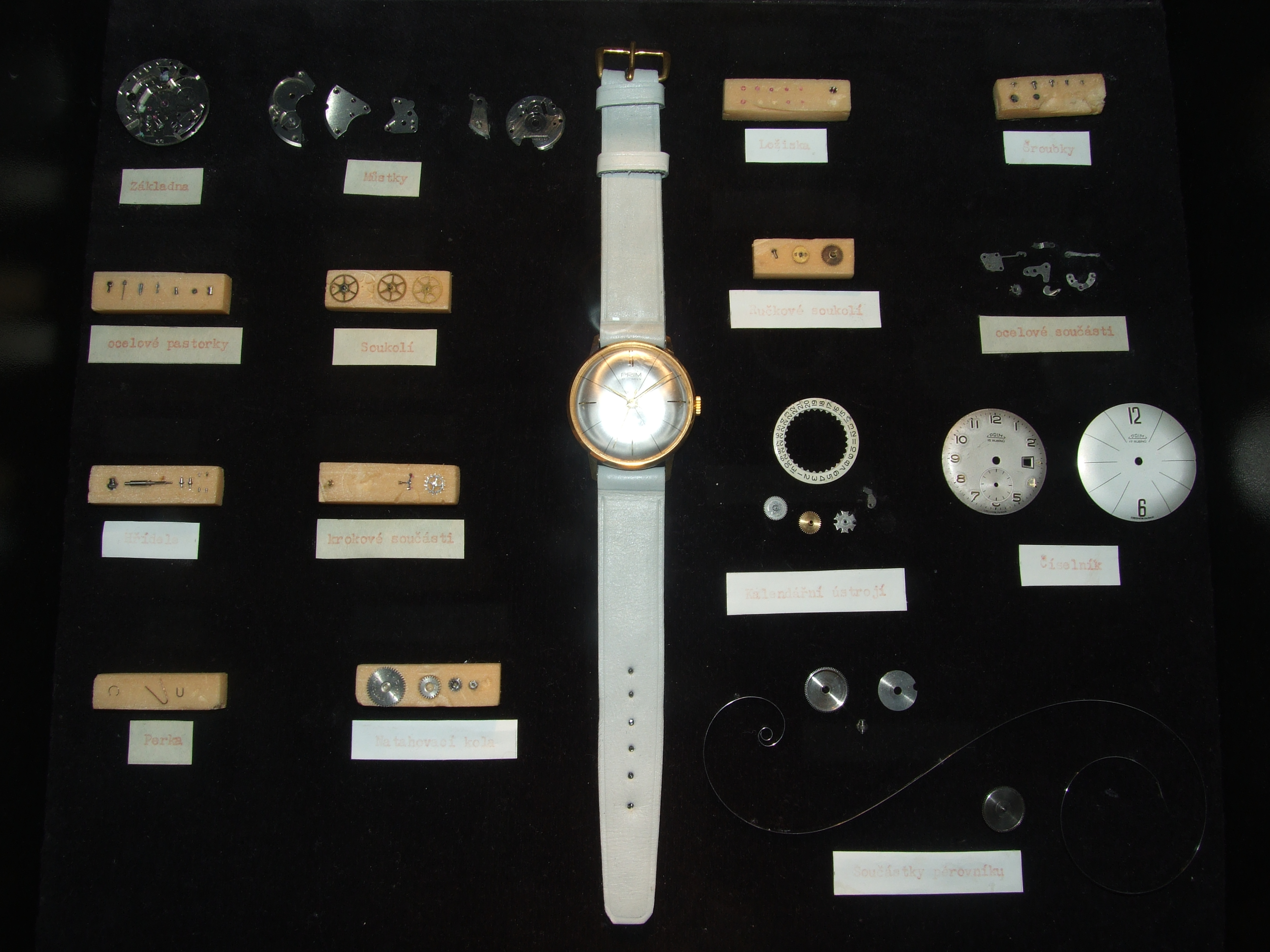
Rozebrané mechanické hodinky

Od poloviny 19. století se rozběhla tovární výroba spolehlivých a stále levnějších hodinek, zejména ve Švýcarsku (Patek Philippe, 1839), pak i v Německu a v USA. Potřebovali je všichni železničáři, pošťáci, důstojníci a další. Významné zlevnění přinesl Roskopfův kolíčkový krok, pro dámské hodinky, nošené na šňůrce, se užíval cylindrový krok. Lepší hodinky měly ještě druhý plášť, často zlatý, který chránil sklo na ciferníku.

### Náramkové hodinky

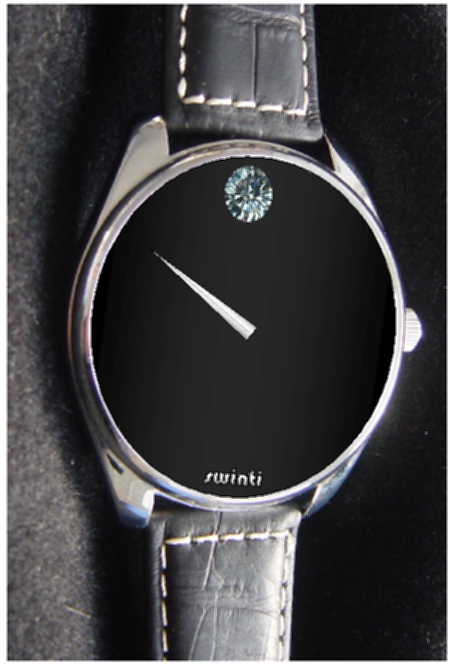
Dámské hodinky na zakázku

Roku 1904 vyrobila firma Cartier pro brazilského letce Santos-Dumonta první náramkové hodinky, které od první světové války rychle nahradily hodinky kapesní. Vyrábějí se v nejrůznějších tvarech a designu, od levných kolíčkových až po velmi drahé a technicky dokonalé stroje. V 50. letech se začaly vyrábět hodinky s automatickým natahováním, nejčastěji excentrickým segmentem (rotor), který se při pohybu ruky otáčí a natahuje pružinu.
Náramkové hodinky se nosí na zápěstí, obdobně jako náramek, proto jsou opatřeny páskem (tzv. tahem), kterým se připnou na (obvykle levou) ruku. Pásek může být z různých materiálů (kůže, umělá hmota, kaučuk, nerezová ocel). Bývá otevřený (rozpojitelný) či uzavřený (pružný). Obvykle umožňuje nastavit délku tak, aby vůle hodinek na zápěstí vyhovovala nositeli. Svou velikostí a hmotností jsou uzpůsobeny k nošení na zápěstí – jsou menší a lehčí než jiné typy hodinek, odborníci zejména oceňují, pokud jsou hodně tenké. Ve srovnání se stacionárními (ale i třeba kapesními) hodinkami jsou konstruovány tak, aby odolávaly silnějším otřesům a dalším mechanickým vlivům.

## Hodinky dnes
Elektronické (digitální, quartzové) náramkové hodinky s ručkovou indikací představují dnes nejběžnější podobu hodinek pro běžné použití. Lepší hodinky mají vodotěsné pouzdro, safírové sklo, které se nepoškrábe (jen diamantem[zdroj?]), případně certifikát přesnosti chodu. Kromě toho se však vyrábí množství luxusních hodinek, často ve zlatém pouzdře s diamanty, které dávají najevo společenský status svého nositele. Kvalitní mechanické hodinky se těší velké oblibě nejen u sběratelů a milovníků hodinek, které těší technická dokonalost a krása strojků, důmyslná konstrukce a podobně, ale i běžných uživatelů. Významná je i výroba replik a „nostalgií“, napodobenin starších hodinek s vynikajícími parametry. V poslední době se vracejí i tzv. komplikace. Ukazují třeba fáze Měsíce, mají budík, hodinové nebo i minutové bití a podobně.
Segment luxusních hodinek v dnešní době patří převážně švýcarským značkám. Ve vyšší třídě luxusních hodinek se nevyskytují žádné digitální displeje ani quartz strojky, ale jen mechanické hodinky.
Automaty, jak se slangově hodinkám s automatickým nátahem říká, jsou nejrozšířenější variantou. Opravdu luxusní hodinky jsou pak vybaveny mechanismem tourbillon, popřípadě inovovanou verzí letájícím tourbillonem.
Pokrok se nedotýká jen technologie výroby hodinových strojků, ale mnoho výrobců zkouší využívat nové materiály. Ať už je to titan na pouzdra a tahy, kompozit uhlíkových vláken, směs plastu a skelných vláken nebo mořené exotické dřevo při výrobě pouzder.

### Chytré hodinky
Další významnou novinkou byly křemenné hodinky (quartz), poprvé vyvinuté ve Švýcarsku, ale vyráběné od roku 1969 japonskou firmou Seiko. Indikace byla zprvu také číslicová, displejem se svítícími diodami (LED) nebo kapalnými krystaly (LCD), později se však více prosadily elektronické hodinky s mechanickou indikací ručkami. Zatím poslední novinkou[zdroj⁠?!] jsou elektronické hodinky s automatickou rádiovou synchronizací (v Evropě se stanicí DCF77) nebo automatickou synchronizací pomocí signálu GPS (Seiko Astron, Citizen Satellite Wave, Casio GPS HYBRID WAVE CEPTOR – kombinace rádiové synchronizace a GPS), jejíž chyby chodu jsou v řádu nanosekund za den. Některé modely hodinek mají napájení pomocí solární energie, která dobíjí vestavěný akumulátor, jehož životnost bývá kolem 10 let (Seiko Solar, Citizen Eco-drive, Casio Tough-solar). Firma Seiko taktéž vyrábí variantu quartzových hodinek s mechanickým dobíjením (Seiko Kinetic).
Rok 2014 byl také zlomovým pro klasické hodinářské společnosti, protože byly na trhu představeny hodinky Apple Watch. Ačkoliv se tradiční výrobci luxusních hodinek nemusejí o své postavení na trhu obávat, několik značek se rozhodlo vstoupit do trhu moderních technologií a nabídnout luxusní hodinky s moderními funkcemi. Mezi prvními byla hodinářská společnost Frédérique Constant, nebo Breitling se svým modelem chytrých hodinek Breitling B55 Connected.